# Delahaye 3 1/2 HP
La 3 1/2 HP era un'autovettura di fascia media prodotta dal 1898 al 1901 dalla Casa automobilistica francese Delahaye.

## Profilo
Questa vettura segnò l'ingresso della Delahaye nel settore delle vetture di fascia media. Si trattava di una vettura disponibile sia come biposto scoperta, sia con due posti di fortuna dietro ai sedili anteriori. In quest'ultima configurazione, i sedili anteriori erano ricopribili da una capote in tela, che però lasciava scoperti i sedili posteriori.

In entrambe le configurazioni era comunque equipaggiata da un monocilindrico da 1521 cm³ in grado di erogare una potenza massima di appena 3.5 CV, una potenza decisamente scarsa, come in tutte le primissime Delahaye. La trazione era posteriore ed il cambio era manuale a 2 marce.

Fu prodotta fino alla fine del 1901 e fu sostituita dalla Type 37, tecnicamente molto più raffinata e potente.